# دهستان ماچیان
دهستان ماچیان نام دهستانی در بخش کلاچای شهرستان رودسر، استان گیلان در ایران است. براساس سرشماری مرکز آمار ایران در سال ۱۳۸۵، جمعیت آن ۷۹۱۷ نفر (۲۲۱۰ خانوار) بوده‌است.